# 阿羅馬 (印第安納州)
阿羅馬（英語：Aroma）是位於美國印地安納州漢密爾頓縣的一個非建制地區。該地的面積和人口皆未知。

## 歷史
阿羅馬於19世紀被命名。